# Carmina novem illustrium feminarum
Carmina novem illustrium feminarum (с лат. — «Песни девяти выдающихся женщин») — антология древнегреческой женской поэзии, составленная Фульвио Орсини. Опубликована в 1568 году в Антверпене с посвящением известному покровителю искусств кардиналу Алессандро Фарнезе; латинские переводы греческих оригиналов выполнил Лоренцо Гамбара. Многие вошедшие в состав антологии тексты были опубликованы впервые.
В книгу вошли стихи Сапфо, Миртис, Праксиллы, Эринны, Коринны, Носсиды, Миро, Телесиллы и Аниты.
С этого издания началось открытие женских голосов в античной поэзии.